# Daïra de Medjana
La daïra de Medjana est une daïra d'Algérie située dans la wilaya de Bordj Bou Arreridj et dont le chef-lieu est la ville éponyme de Medjana.

## Localisation
La daïra de Medjana est située au Centre de la wilaya de Bordj Bou Arreridj.

## Communes de la daïra
La daïra de Medjana comprend quatre communes : El Achir, Hasnaoua, Medjana et Teniet En Nasr.